# Charaxes nobilis
Charaxes nobilis är en fjärilsart som beskrevs av Druce 1873. Charaxes nobilis ingår i släktet Charaxes och familjen praktfjärilar. Inga underarter finns listade i Catalogue of Life.

## Bildgalleri

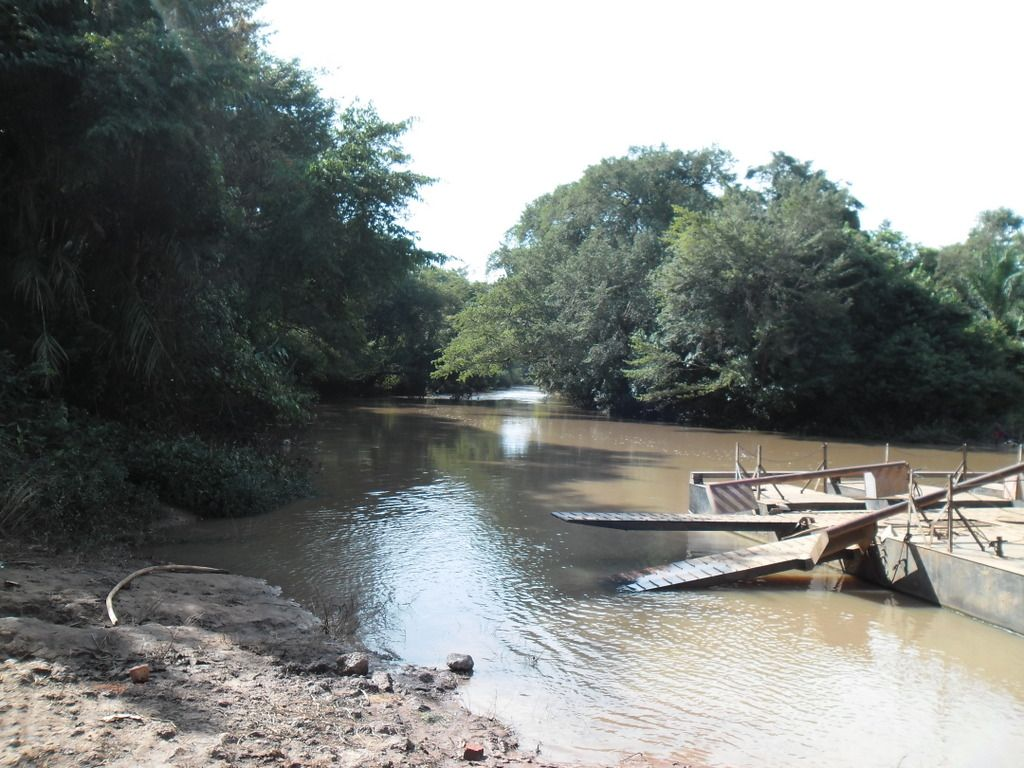